# Ловарі
Ловарі — циганська етнічна група, що входить до складу великої циганської групи рома. У наш час досить широко розсіяні по Європі, Україні, Росії, США. Сформувалися як етногрупа на території Угорщини.
Діалект ловарів характеризується великою кількістю запозичених слів з угорської мови, своєрідною інтонацією і тонічним наголосом, також пов'язаними із впливом угорської мови. За музикальністю мова ловаря є однією з найкрасивіших циганських мов.
Ловарі традиційно займалися торгівлею кіньми і ворожінням.
Віросповідання переважно католицьке у Європі, в Росії ловарі православні. Загальна чисельність ловарів в Україні і в Росії становить близько 10 тис. чол. (Підрахунки робилися Г. М. Цвєтковим разом з представниками ловарів України). У Росії і в Україні ловарі діляться на три підгрупи: унгрі, бундаш і чокещі. Чокещі — велика віца (рід), що відокремилася від ловарів-унгрів у відносно недавні часи (близько 100 років тому), найменша підгрупа із зазначених трьох (700–1000 чол.), крім того, невелика частина їх проживає в північній Європі (Швеція, Данія). Разом з Бундаш у цих країнах їх чисельність становить близько 50 сімей. Після чорнобильської аварії практично всі українські чокещі переїхали до Москви. Саме ця група з початку XX століття займалася ворожінням, що стало причиною їх відокремлення від ловарів-унгрів. Дві інші групи за радянської влади займалися торгівлею товарами народного споживання, в тому числі продуктами і алкоголем. У наш час частина ловарів займаються продажем машин, продуктів, деякі мають свої магазини. Кілька сімей ловарів працюють в шоу-бізнесі.
У побуті суворо дотримуються давніх традицій, зберігаючи уявлення про осквернення (магеріпе), інститут циганського суду (кріс). Жінки, особливо ті, що живуть у сільській місцевості, дотримуються традиційних звичаїв носіння одягу (ходять у подовжених спідницях, у блузках із закритими плечима), хоча хустки можна побачити на головах переважно в літніх жінок. Ловаря-чокещі виділяються більш сучасним та модним одягом, дівчата до шлюбу носять штани, декольтовані сукні. Середній рівень освіти у ловарів такий же, як у більшості циган — 4–5 класів, у чокещі — вище (8-10 класів), і серед них вище відсоток молодих людей і дівчат, які закінчують виші .
Відомо про участь ловарів в Опорі під час Другої світової війни.

## Відомі ловарі
- Патріна Шаркозі, актриса театру і кіно
- Янош Шаркозі, артист театру «Ромен»
- Георгій Цвєтков, режисер, письменник, учений
- Маєр Янко, артист, організатор фестивалів
- Дуфуня Вишневський, керівник ансамблю, артист кіно